# Pseudohippopsis allardi
Pseudohippopsis allardi är en skalbaggsart som beskrevs av Stefan von Breuning 1958. Pseudohippopsis allardi ingår i släktet Pseudohippopsis och familjen långhorningar. Inga underarter finns listade i Catalogue of Life.